# Rio Bătrâna (Someș)
O Rio Bătrâna é um rio da Romênia afluente do Someşul Cald, localizado no distrito de Cluj.